# Alan Kay
Alan Curtis Kay (* 17. května 1940 Springfield) je americký počítačový specialista, známý především díky založení objektově orientovaného programování a grafického uživatelského rozhraní využívajících oken. Vytvořil jazyk Smalltalk a koncept Dynabook.
Je prezidentem společnosti Viewpoints Research Institute. Působil také ve společnostech Xerox PARC, Atari, Apple Inc. (Advanced Technology Group), Walt Disney Imagineering, UCLA, Kjótská univerzita, MIT, HP Labs atd.
Mezi jeho často citované věty patří: „Nejlepší způsob, jak předpovídat budoucnost, je vytvořit ji.“[zdroj?] (Tato věta se také objevila v seriálu Akta X.) nebo „Lidé, kteří to myslí se softwarem opravdu vážně, by si měli vytvořit vlastní hardware.“
V roce 2003 obdržel Turingovu cenu.
Na summitu v roce 2005 odhalil koncept počítače za 100 dolarů, který by se používal pro výuku dětí po celém světě. V současné době[kdy?] se notebook označuje XO-1.